# Bicarbonat
Bicarbonat (RO: Bikarbonat) er trivialnavnet for den fleratomige anion HCO3-. Det systematiske navn ifølge IUPAC er hydrogencarbonat. Bicarbonat er kulsyres korresponderende base. Salte, der indeholder bicarbonat, betegnes bicarbonater eller hydrogencarbonater.
Bicarbonat spiller en afgørende rolle i bevarelsen af menneskekroppens homøostase, idet bicarbonat sammen med kulsyre danner et buffersystem, der holder blodets pH på mellem 7,36 og 7,42 (hvilket er essentielt for, at kroppen kan varetage sine normale funktioner).
Navnet "bicarbonat" blev opfundet af den engelske kemiker William Hyde Wollaston i 1814. Præfikset "bi-" stammer fra et forældet navngivningssystem og skyldes, at der i natriumhydrogencarbonat (NaHCO3) og andre bicarbonater er dobbelt så meget karbonat (CO2−3) pr. Na+-ion som i natriumkarbonat (Na2CO3) og andre karbonater. Navnet bruges fortsat som trivialnavn.